# 英格爾貝特一世 (馬克)
英格爾貝特一世（Engelbert I. von der Mark，?年—1277年），馬克伯爵，阿道夫一世的兒子，拉馬克家族的成員。

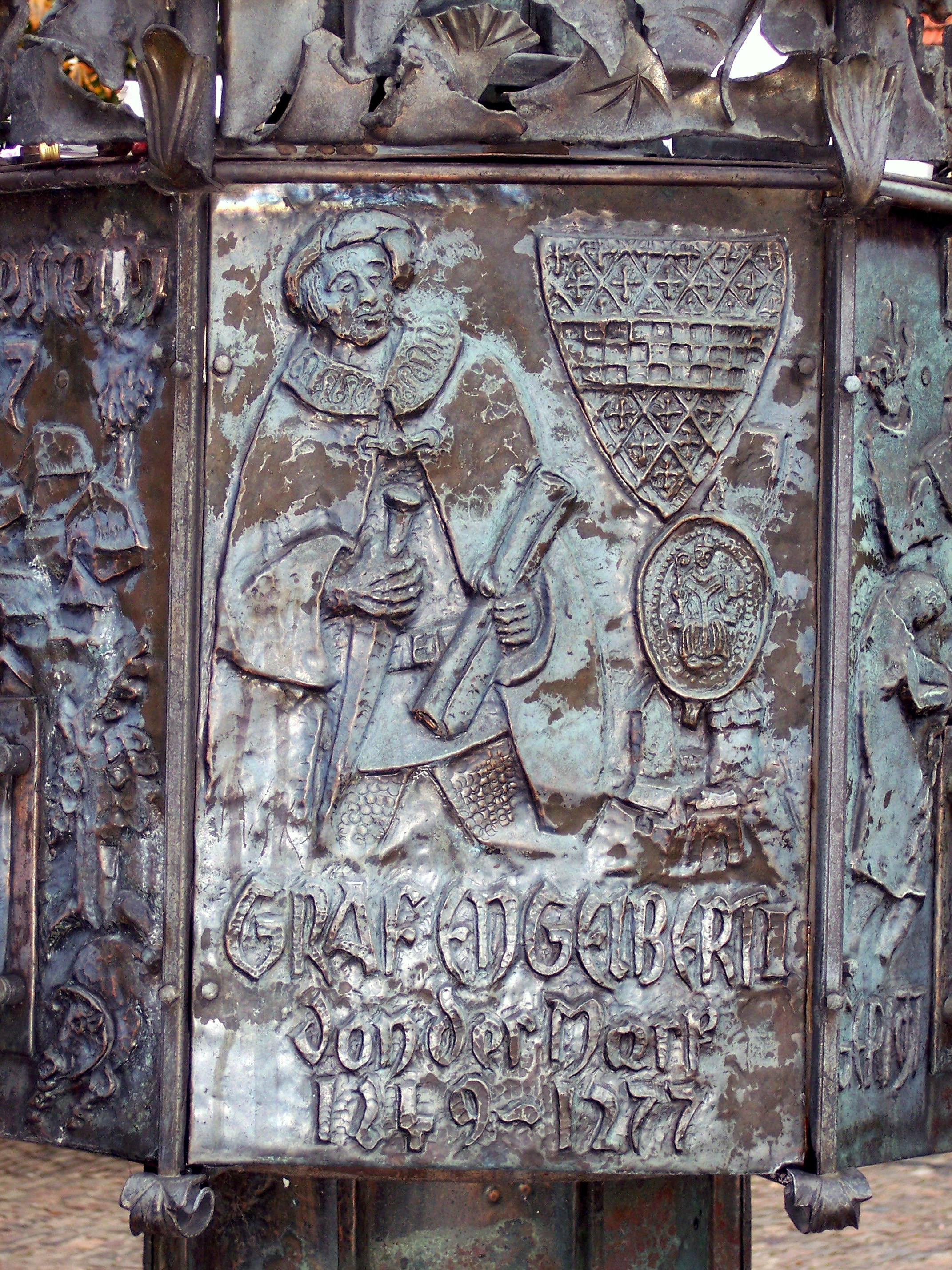

英格爾貝特的妻子是布利斯卡斯特爾的庫妮根德，有一子一女。
- 埃伯哈德（—1308）
- 阿格尼絲